# Клан Сетон
Клан Сетон (шотл. — Clan Seton) — один из кланов равнинной части Шотландии (Лоуленда). В настоящее время клан Сетон не имеет признанного герольдами Шотландии вождя, поэтому называется в Шотландии «кланом оруженосцев».
- Лозунг клана: Hazard yet forward (англ.) — «Несмотря на опасность, вперед»
- Символ клана: ветка тиса
- Историческая резиденция вождей клана: Замок Сетон[2]
- Последний вождь клана: Джордж Сетон, 5-й граф Уинтон.

## История клана Сетон

### Происхождение клана Сетон

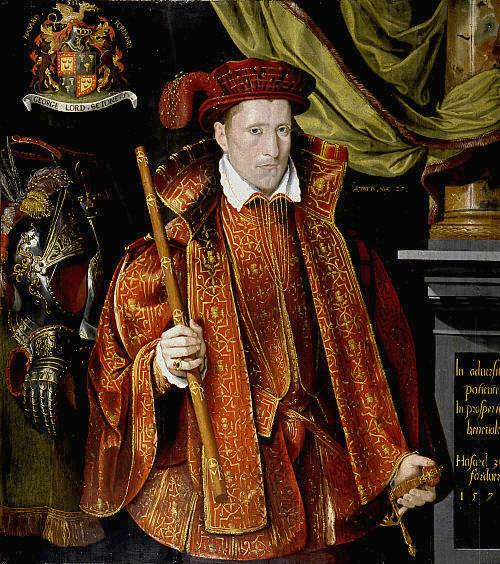
Джордж Сетон, 7-й лорд Сетон (1531—1586)

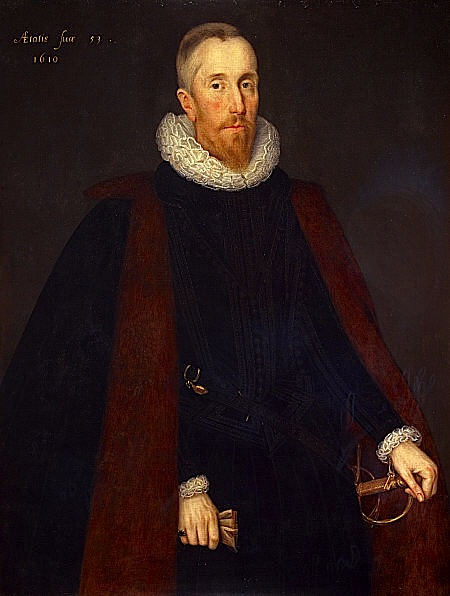
Александр Сетон, 1-й граф Данфермлин (1555—1622),

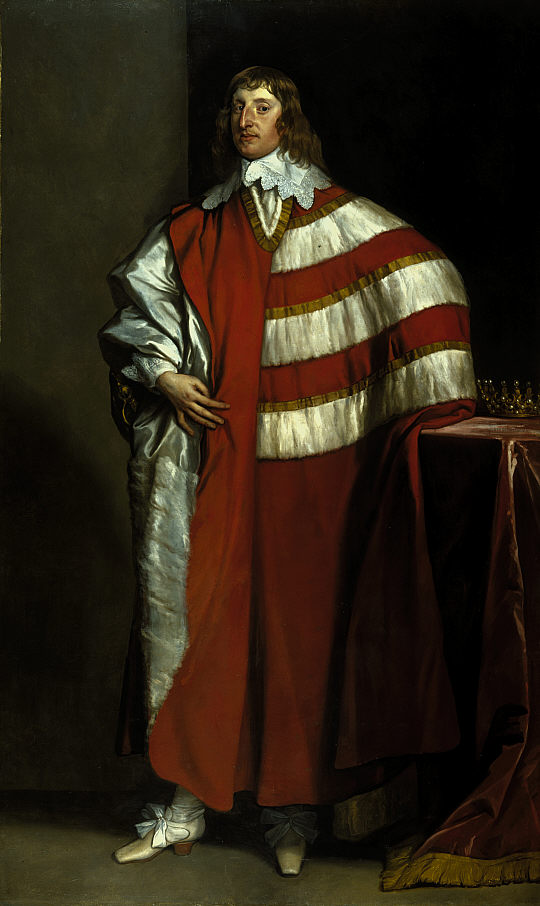
Чарльз Сетон, 2-й граф Данфермлин (1615—1672)

Считается, что происхождение названия клана Сетон и вождей клана Сетон нормандское. Считается, что название клана происходит от названия деревни Се в Нормандии. Есть версия, что рыцарь, который владел этим селом, принимал участие в походе нормандского герцога Вильгельма Завоевателя в Англию и, таким образом, попал на Британские острова. Позднее его отпрыск Александр де Сетон в правление короля Шотландии Давида I поселился в Шотландии. Его имя упоминается в королевской хартии. Считается, что предки вождей клана Сетон осели в Шотландии в 1150 году.

### XIV век — Война за независимость Шотландии
Вождь клана Сетон — сэр Кристофер Сетон (ум. 1306) был женат на Кристине де Брюс, сестре Роберта Брюса, будущего короля независимой Шотландии. Он был верным союзником Роберта Брюса в его борьбе за независимость Шотландии, присутствовал на коронации Роберта I Брюса в Сконе — древней столице шотландских королей в 1306 году . В клане Сетон существует историческое предание о том, что вождь клана Сетон спас жизнь короля Роберта Брюса во время битвы при Метвене в июне 1306 года. Сетон попал в плен во время битвы с английской армией короля Эдуарда I Длинноногого, его привезли в Лондон и казнили с невероятной жестокостью — дикой даже для жестоких времен средневековья. В 1320 году сэр Александр Сетон, вероятно, брат сэра Кристофера Сетона, подписал Арбротскую декларацию о независимости Шотландии. Сэр Александр Сетон позже стал губернатором Берика и был на этой должности в 1327—1333 годах, пока город не был захвачен Англией . Английские захватчики схватили сына вождя клана Сетон, держали его как заложника, а потом повесили. Сэр Александр Сетон имел еще двух сыновей, оба они погибли в борьбе за свободу Шотландии — один, Уильям Сетон, погиб во время морского сражения с английским флотом, второй, Александр Сетон, в 1332 году погиб во время боя с войском английского ставленника Эдварда Баллиоля. Дочь сэра Александра Сетона — Маргарет вышла замуж за Алана де Уинтона, который принял фамилию Сетон и, таким образом, стал членом клана Сетон. Их сын Уильям Сетон получил титул лорда Сетона.

### XV—XVI века
Уильям Сетон, 1-й лорд Сетон, присутствовал на коронации короля Шотландии Роберта II Стюарта в 1371 году . Один из сыновей лорда Сетона, Александр, женился на Элизабет Гордон и стал предком графов и маркизов Хантли, вождей клана Гордон. Александр Гордон, 1-й граф Хантли (ум. 1470), при рождении имел имя Александр Сетон, но взял фамилию своей матери.
Джордж Сетон, 5-й лорд Сетон, был фаворитом короля Шотландии Якова IV Стюарта и погиб, защищая короля, во время сражения при Флоддене в 1513 году. Клан Сетон был сторонником королевы Шотландии Марии Стюарт. В 1557 году Джордж Сетон, 7-й лорд Сетон (1531—1586), присутствовал на свадьбе дофина Франции Франциска и шотландской принцессы Марии Стюарт. Лорд Сетон потом стал тайным советником и близким другом королевы. Он помог королеве бежать в ночь убийства ее секретаря Дэвида Риччи, сначала в замок Сетон, а затем в Восточный Лотиан, потом в замок Данбар. Когда супруг королевы — Генри Стюарт, лорд Дарнли, был убит в 1567 году, она снова сбежала под защиту клана Сетон, в замок Сетон. В этом замке был заключен брачный контракт с Джеймсом Хепберном, 4-м графом Ботвеллом. В 1568 году королева Мария Стюарт была арестована и брошена за решетку в замок Лох-Ливен. Тогда лорд Сетон сделал попытку освободить королеву с двумя сотнями улан и помог королеве бежать. После того, как армия королевы была разбита в битве под Лангсайде в 1568 году, лорд Сетон бежал во Фландрию, где он пытался стать военным наемником. Два года спустя он вернулся в Шотландию и был одним из судей на процессе графа Мортона, который был обвинен в соучастии в убийстве лорда Дарнли. Наследником лорда Сетона стал его второй сын, Роберт Сетон, 8-й лорд Сетон (1553—1603). Он получил титул графа Уинтона от короля Шотландии Якова VI Стюарта в 1600 году.

### XVII—XVIII века
Брат графа Уинтона — Александр Сетон (1555—1622), получил титул лорда и должность лорда-президента Верховного Суда (1593), затем получил должность лорда-канцлера Шотландии (1604). В 1606 году Александр Сетон получил титул 1-го графа Данфермлина.
Клан Сетон принадлежал к убежденным якобитам. Джеймс Сетон, 4-й граф Данфермлин (ум. 1694), потерял свои титулы за поддержку Джона Грэма, 1-го виконта Данди, в 1689 году. Позже Джордж Сетон, 5-й граф Уинтон (1678—1749), поддержал восстание якобитов в 1715 году и вследствие этого тоже потерял свои титулы .
Вождь другой линии клана — Сетон из Аберкорна получил титул баронета Новой Шотландии в 1663 году. Сэр Александр Сетон, 1-й баронет Сетон (1639—1719), отримав должность судьи верховного суда Шотландии в 1677 году и получил титул баронета Новой Шотландии в 1684 году.

### Мемориалы
В честь клана Сетон были названы порт Сетон, соборная церковь Сетон, замок Сетон — все они на побережье к югу от Эдинбурга. Титул графа перешел к линии клана Сетон из Гарлетона.

### Замки клана Сетон

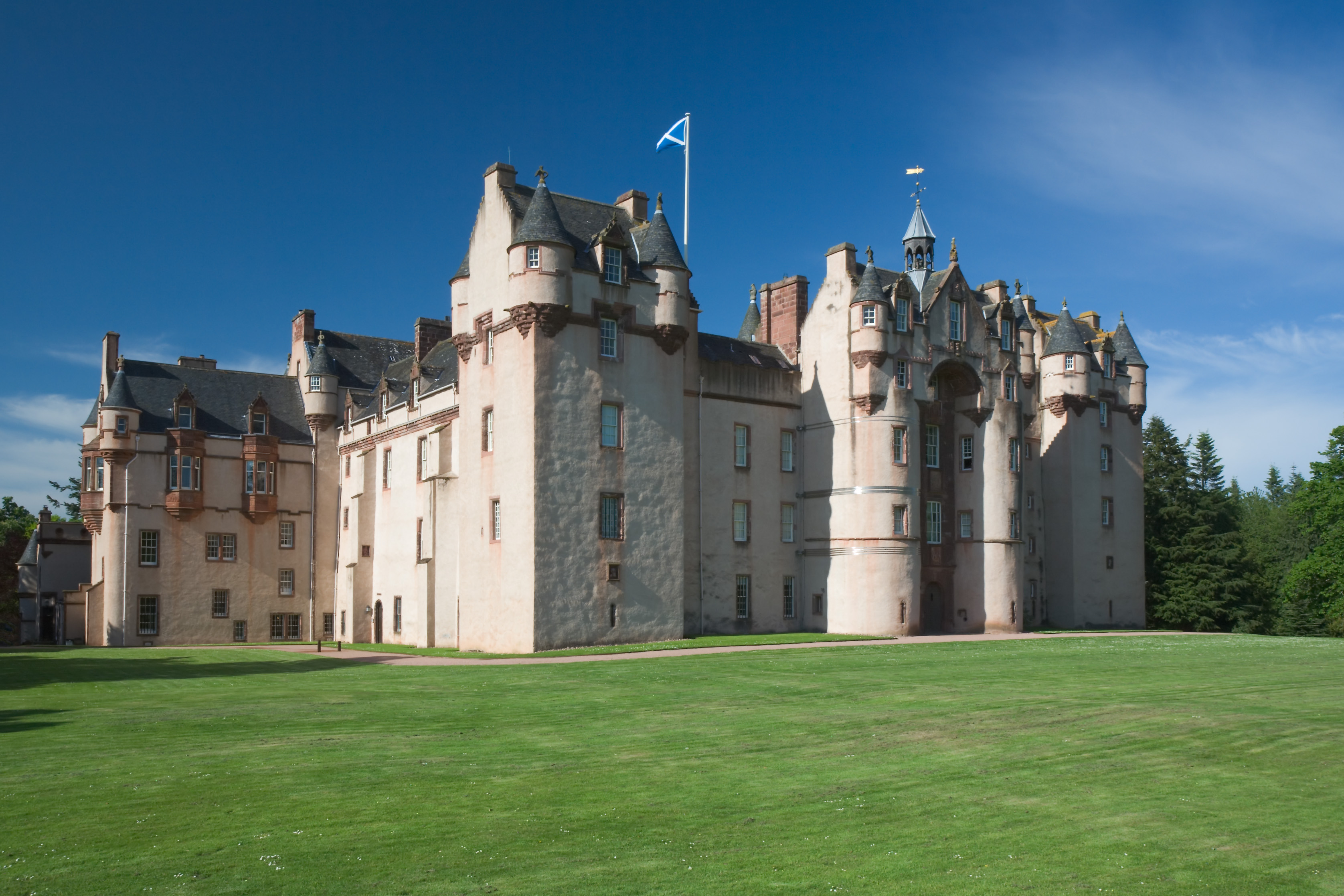
Замок Фиви, одна из резиденций клана Сетон.

- Замок Сетон в Ист-Лотиане[2], также известный как Сетон-хаус, резиденция вождей клана Сетон[2] was the main seat of the Clan Seton.[2].
- Замок Фиви в Абердиншире[2]
- Замок Уинтон-хаус в Ист-Лотиане[2]
- Замок Аберкон в Уэст-Лотиане[2].